# سجلات نارنيا
سجلات نارنيا أو كرونيكلز أوف نارنيا (بالإنجليزية: The Chronicles of Narnia)‏، هي سلسلة فانتازيا خيالية من سبع روايات من تأليف الكاتب البريطاني سي. إس. لويس، ورسوم بولين بينز، نشرت أولا بين عامي 1950-1956، أنتج من هذه السلسلة برامج إذاعية وتلفزيونية ومسرحية وأفلام بالإضافة إلى ألعاب كومبيوتر.
تدور أحداث السلسلة في عالم نارنيا، وهو عالم خيالي من السحر والوحوش الأسطورية والحيوانات الناطقة. تروي السلسلة مغامرات عدة الأطفال يلعبون أدوارًا مركزية في التاريخ المتطور لعالم نارنيا. باستثناء رواية (الحصان وصبيه) فإن جميع الأبطال هم أطفال من العالم الحقيقي نُقلوا بطريقة سحرية إلى نارنيا حيث يتم استدعاؤهم أحيانًا من قبل الأسد أصلان لحماية نارنيا من الشر. تروي السلسة تاريخ نارنيا بأكمله منذ نشأتها في رواية (ابن أخت الساحر) إلى تدميرها في نهاية المطاف في رواية (المعركة الأخيرة).
تعتبر سجلات نارنيا من الأعمال الكلاسيكية لأدب الأطفال وهي أكثر أعمال لويس مبيعًا إذ بيع منها أكثر من 100 مليون نسخة بـ 47 لغة.

## تصور وخلفية القصة
على الرغم أن سي. اس. لويس قد تصور عالم نارنيا في 1939 إلا انه لم ينته من كتابة الرواية الأولى، الأسد والساحرة وخزانة الملابس، حتى 1949. أما ابن اخت الساحر قد نشر كالجزء القبل الأخير على الرغم انه آخر جزء قد كتبه الكاتب حيث انه انتهى من كتابتها في 1954. لم يكتب لويس الكتب بترتيب نشرهم ولم ينشروا بحسب ترتيبهم الزمني الحالي الذي قٌدموا به. قدمت راسمة الصور الأصلية، بولين بينز، رسومات بالحبر وتنشر هذه الصور في الكتب حتى الآن. نال لويس جائزة كارنجي لكتابه المعركة الأخيرة، آخر كتاب في السلسلة.
قد أشار كاتب الأطفال الزميل روجر لانكلين جرين إلى هذه السلسلة تحت عنوان سجلات نارنيا (The Chronicles of Narnia)
أهم شخصيات السلسلة:
- لوسي بيفينسي : هي الطفلة التي اكتشفت عالم نارنيا من خلال خزانة الملابس.
- أدموند بيفينسي : هو شقيق لوسي وبيتر، وترتيبه الثالث في اخوته.
- بيتر بيفينسي : هو الأخ الكبير للوسي، وكان معها في نارنيا بعد اكتشاف لوسي لها.
- سوزان بيفينسي : هي شقيقة لوسي وادموند وبيتر، وترتيبها الثاني في اخوتها.
- أسلان : هو الأسد حاكم نارنيا، وملكها.
- الساحرة البيضاء : هي الساحرة الشريرة التي اغتصبت الحكم من اسلان، ولكنه هزمها في النهاية.
- الأمير كاسبيان : هو أمير نارنيا وياتي في الجزء الثاني من الفلم.

## تاريخية النشر
لا تزال الكتب السبعة لسجلات نارنيا تُنشر منذ سنة 1956، وقد بلغت مبيعاتها أكثر من 100 مليون نسخة بـ 47 لغة مختلفة، مع صدور طبعات على طريقة بريل.
أصدر الناشر جيفري بلس أول خمسة كتب في المملكة المتحدة. صدرت الطبعة الأولى من كتاب الأسد والساحرة وخزانة الملابس في لندن في 16 أكتوبر 1950. وعلى الرغم من أن ثلاثة كتب آخرى: الأمير قزوين، ورحلة جوابة الفجر، والحصان وصبيه؛ كانت قد اكتملت بالفعل، فإنها لم تُصدر على الفور في ذلك الوقت؛ بل نُشرت (بجانب كتاب الكرسي الفضي) بالتتابع، كل على حدة، وذلك في السنوات اللاحقة (1951 -1954). نُشر الكتابان الأخيران (ابن أخت الساحر، والمعركة الأخيرة) في المملكة المتحدة، في بادئ الأمر، على يد دار نشر ذا بودلي هيد في عامي 1955 و1956.
في الولايات المتحدة، كانت حقوق النشر في البداية مملوكة لشركة ماكميلان للنشر، ولاحقًا لشركة هاربر كولنز. أصدر الاثنان نسخًا ذات غلاف سميك وأخرى ذات غلاف عادي من السلسلة أثناء فترة خدمتهما كناشرين، وفي الوقت نفسه أنتجت مؤسسة إستلاستيك نسخًا ذات غلاف عادي للبيع من خلال الطلب المباشر عبر البريد، ونوادي الكتب، ومعارض الكتب. نشرت هاربر كولنز أيضًا عدة طبعات مجمَّعة في مجلد واحد تحتوي على النص الكامل للسلسلة. وعلى النحو المُبين أدناه (أنظر فقرة ترتيب القراءة)، رقّم الناشر الأمريكي الأول، ماكميلان، الكتب حسب تسلسل النشر، في حين اختار هاربر كولنز، بناء على اقتراح من ابن زوجة المؤلف لويس، استخدام التسلسل الزمني الداخلي للسلسلة عندما فازوا بحقوق نشرها في عام 1994. حوَّلت مؤسسة إستلاستيك ترقيم طبعاتها الورقية في عام 1994 لتعكس ترقيم هاربر كولنز.

## الكتب
تُعرض الكتب السبعة التي تشكل سلسلة سجلات نارنيا هنا بترتيب تاريخ النشر الأصلي:

### الأسد والساحرة وخزانة الملابس (1950)
يحكي كتاب الأسد والساحرة وخزانة الملابس، الذي اكتمل تأليفه بنهاية مارس 1949، ونشره الناشر جيفري بلس في المملكة المتحدة في 16 أكتوبر 1950، قصة أربعة أطفال عاديين: بيتر بيفينسي وسوزان بيفينسي وإدموند بيفينسي ولوسي بيفينسي؛ نزحوا من لندن إلى الريف الإنجليزي عقب اندلاع الحرب العالمية الثانية. اكتشف الأطفال خزانة ملابس في منزل الأستاذ ديغورى كيرك تؤدي إلى أرض نارنيا السحرية. يساعد أطفال بيفينسي الأسد أسلان، وهو أسد ناطق، في إنقاذ نارنيا من الساحرة البيضاء الشريرة، التي تسيطر على أرض نارنيا لقرن من الشتاء الأبدي الذي لا يوجد فيه عيد للميلاد. يصير الأولاد لاحقًا ملوكًا وملكات في هذه الأرض الجديدة ويؤسسون العصر الذهبي لنارنيا، تاركين وراءهم إرثًا يُعاد اكتشافه في الكتب اللاحقة.

### الأمير قزوين: العودة إلى نارنيا (1951)
أنهى لويس تأليفه للكتاب بعد ليلة عيد ميلاد 1949 ونُشر في 15 أكتوبر 1951، يحكي كتاب الأمير قزوين: العودة إلى نارنيا قصة رحلة أطفال بيفينسي الثانية إلى نارنيا. يرتد الأطفال بقوة نفخة بوق سوزان، التي نفخها الأمير قزوين لاستدعاء المساعدة عند الحاجة. نارنيا، على حد معرفتهم، لم يعد لها وجود، بسبب مرور 1300 عام، وقصرهم في حالة خراب، وانطوى جميع النارنيين على أنفسهم حتى أن سحر أسلان هو وحده القادر على إيقاظهم. فر الأمير قزوين إلى الغابة هربًا من عمه ميراز الذي استولى على العرش. انطلق الأطفال مرة أخرى لإنقاذ نارنيا.

### رحلة جوابة الفجر (1952)
كُتبت بين يناير وفبراير 1950 ونشرت في 15 سبتمبر .1952 شهد كتاب رحلة جوابة الفجر عودة إدموند ولوسي بيفينسي، مع قريبهم المتزمت، يوستاس سكراب، إلى نارنيا بعد ثلاث سنوات من آخر رحيل لهما. بمجرد وصولهم إلى هناك، ينضمون إلى رحلة قزوين على متن سفينة جوابة الفجر للعثور على الأمراء السبعة الذين نُفوا عندما استولى ميراز على العرش. هذه الرحلة المحفوفة بالمخاطر تجعلهم يواجهون العديد من العجائب والمخاطر في أثناء إبحارهم نحو بلاد أسلان الموجودة عند حافة العالم.